# Amilly, Eure-et-Loir

Amilly este o comună în departamentul Eure-et-Loir, Franța. În 1 ianuarie 2022 avea o populație de 1.823 de locuitori.

## Istoric
Originile lui Amilly datează din epoca romană: satul a fost apoi numit vila Amilliacum, adică domeniul lui Amillius, proprietarul implantat aici. Un drum roman a traversat orașul, legând Chartres de Courville. Sub picioarele noastre se află un apeduct roman care, pornind de la o sursă de Landelles, sa alăturat băii din Chartres și orașului superior. Rămasile au fost descoperite sub Hotel de France, Place des Epars. Această conductă de zidărie, de aproximativ 1,60 m înălțime, are o adâncime de aproximativ 1 m și traversează întregul oraș, lăsându-și numele în două localități: Pestera și Croc. Din păcate, nu este accesibil.

## Geografie

### Așezare
Amilly este situat la 7 km vest de Chartres.

### Locuri și diferențe
- Mondonville, Dondainville, Great Cellar, Ouerray.

## Toponimie
Numele localității este atestat în forma lui Amilli în 1120 în cartular al mănăstirii Fecioarei de Josaphat. Apariția acestui toponim în 1230 într-o cartă a mănăstirii Saint-Chéron în expresia Amilliacum Villa sugerează că acest toponim derivă probabil dintr-un antropimon gallo-roman Aemilius, urmat de sufixul galic.
O forma antica a numelui castelului din Mondonville este atestata in expresia Mumdumvilla care a fost juxtapata in vila Carnotensem in 1144.